# La Chevillotte
 La Chevillotte  es una población y comuna francesa, en la región de Franco Condado, departamento de Doubs, en el distrito de Besançon y cantón de Besançon-Sud.

## Demografía
| 47 | 53 | 61 | 83 | 82 | 76 |
| Para los censos de 1962 a 1999 la población legal corresponde a la población sin duplicidades (Fuente: INSEE [Consultar]) |    |    |    |    |    |